# Bundesstraße 401
Die Bundesstraße 401 (Abkürzung: B 401) ist eine Bundesstraße in Deutschland. Sie führt von Heede nach Oldenburg. Zwischen Surwold und Esterwegen ist die B 401 Teil der Grünen Küstenstraße.

## Verlauf
Die Bundesstraße 401 beginnt an der Anschlussstelle Dörpen der A 31 auf dem Gebiet der Gemeinde Heede im Emsland, etwa drei Kilometer östlich der Grenze zu den Niederlanden. Sie führt in östliche Richtung und verläuft nach Überquerung der Ems weitgehend parallel zum Küstenkanal, den sie zweimal kreuzt. Dabei durchquert sie mehrere Moorgebiete. Sie endet an der Anschlussstelle Oldenburg-Eversten der A 28. Seit ihrem Bestehen weist die B 401 nur eine Ortsdurchfahrt auf, und zwar im Zuge der Hundsmühler Straße in Oldenburg. Auch die relativ geringe Zahl von Ampeln entlang der Strecke ist für eine weitgehend nicht kreuzungsfreie Bundesstraße auffällig und sorgt zusammen mit den in den Moorgebieten oft plötzlich auftretenden Nebelbänken dafür, dass es auf der B 401 immer wieder zu schwersten Unfällen mit Toten und Verletzten kommt.

### Gebietskörperschaften
- Niedersachsen
  - Landkreis Emsland
    - Samtgemeinde Dörpen (Heede, Dörpen, Lehe, Neulehe)
    - Samtgemeinde Nordhümmling (Surwold, Bockhorst, Esterwegen)

  - Landkreis Cloppenburg
    - Saterland, Friesoythe

  - Landkreis Ammerland
    - Edewecht

  - Oldenburg (Oldb)

### ÜberquerteGewässer
- Ems, in Dörpen
- Küstenkanal, an zwei Stellen: bei Bockhorst und bei Dörpen
- Soeste, in Friesoythe

## Geschichte
Die Bundesstraße 401 ist die älteste Bundesstraße der Bundesrepublik Deutschland, die nicht vor 1945 als Reichsstraße gewidmet war. Vor der Fertigstellung des Küstenkanals im Jahr 1935 gab es entlang von dessen späterer Trasse keine durchgängige Straßenverbindung. Entlang dem Hunte-Ems-Kanal, dem Vorläufer des Küstenkanals in dessen östlichem Abschnitt, waren bereits vor 1935 Straßen befestigt worden, und zwar überwiegend mit Bockhorner Klinker. Der Abschnitt westlich des Elisabethfehnkanals wurde zeitgleich mit dem Kanal gebaut und ebenfalls 1935 fertiggestellt.
Ursprünglich begann die Bundesstraße 401 erst an der B 70 östlich von Dörpen und südlich des Bahnhofs Dörpen. In den ersten Jahren kreuzte sie nur einmal den Küstenkanal, und zwar bei Bockhorst. Anlässlich des Baus der Bundesautobahn 31 in den 1990er Jahren wurde die B 401 über die B 70 hinaus verlängert. Die B 401 beginnt jetzt an der A 31 und läuft am Ortskern von Dörpen vorbei. Der Abschnitt unmittelbar östlich der B 70 wurde zudem auf die Nordseite des Küstenkanals verlegt.

## Tourismus
Unmittelbar südlich der B 401 befindet sich in der Nähe der östlichen Kanalbrücke auf dem Gebiet der Samtgemeinde Nordhümmling ein Friedhof, auf dem Opfer der nationalsozialistischen Gewaltherrschaft beigesetzt wurden. Heute befinden sich auf dem Gelände eine offene Gedenkhalle und ein Gedenkstein, der an einen der bekanntesten Strafgefangenen der Emslandlager, den Friedensnobelpreisträger Carl von Ossietzky erinnert.

## Fotos

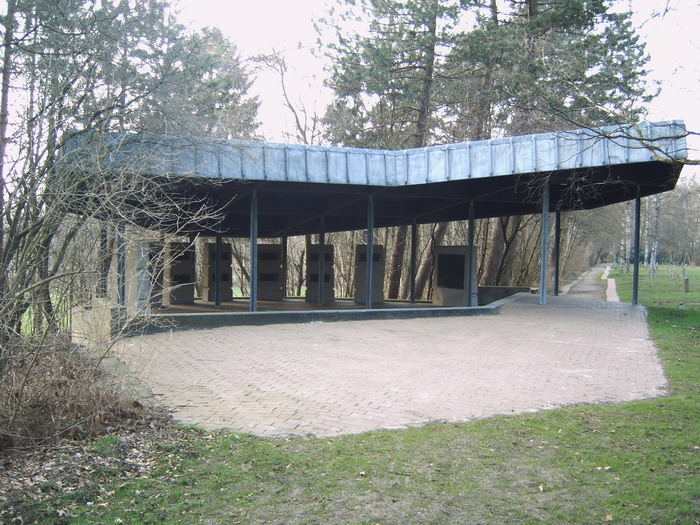
Offene Gedenkhalle auf dem Friedhof an der B 401 bei Esterwegen
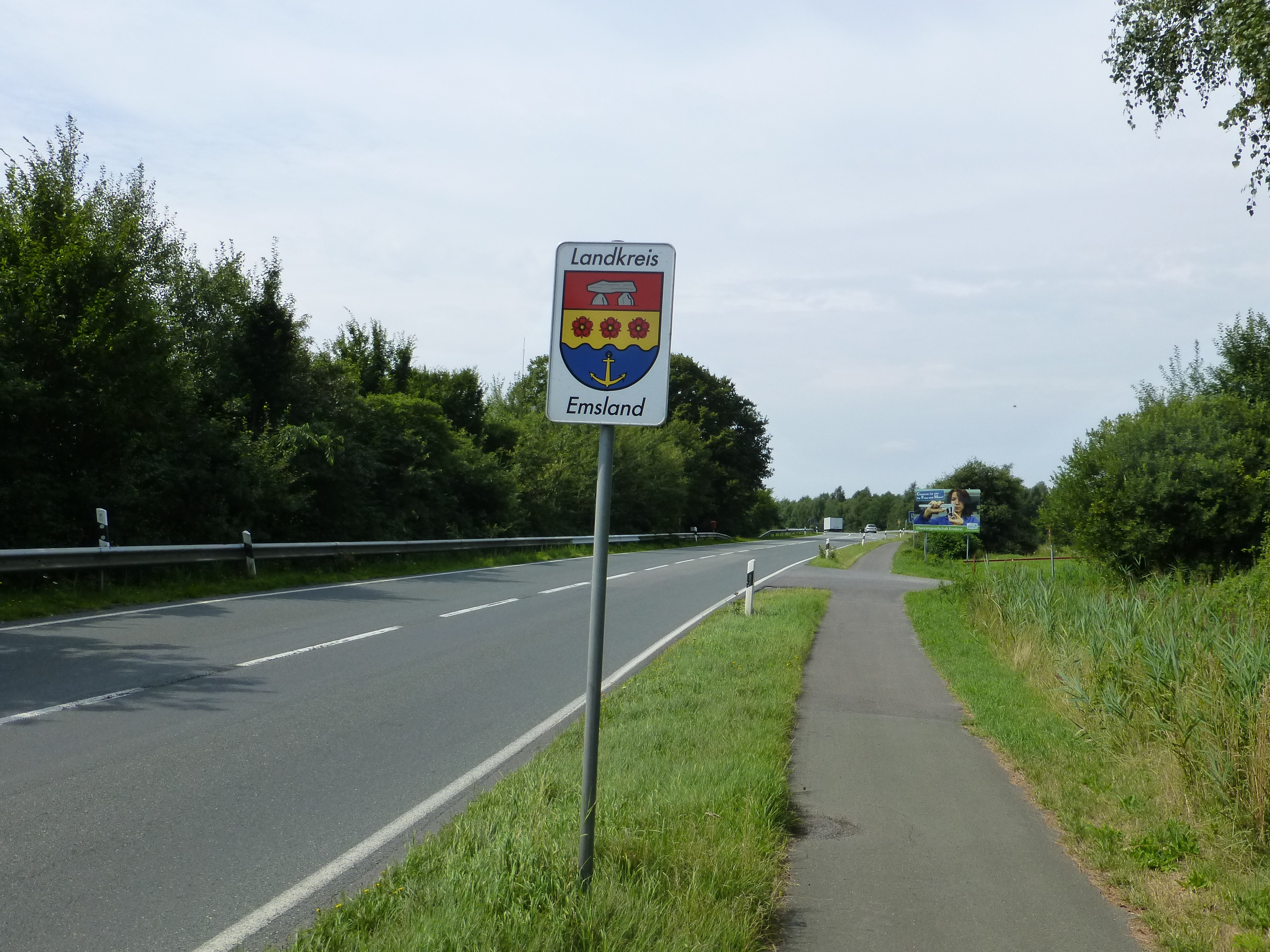
Grenze zwischen den Landkreisen Cloppenburg und Emsland
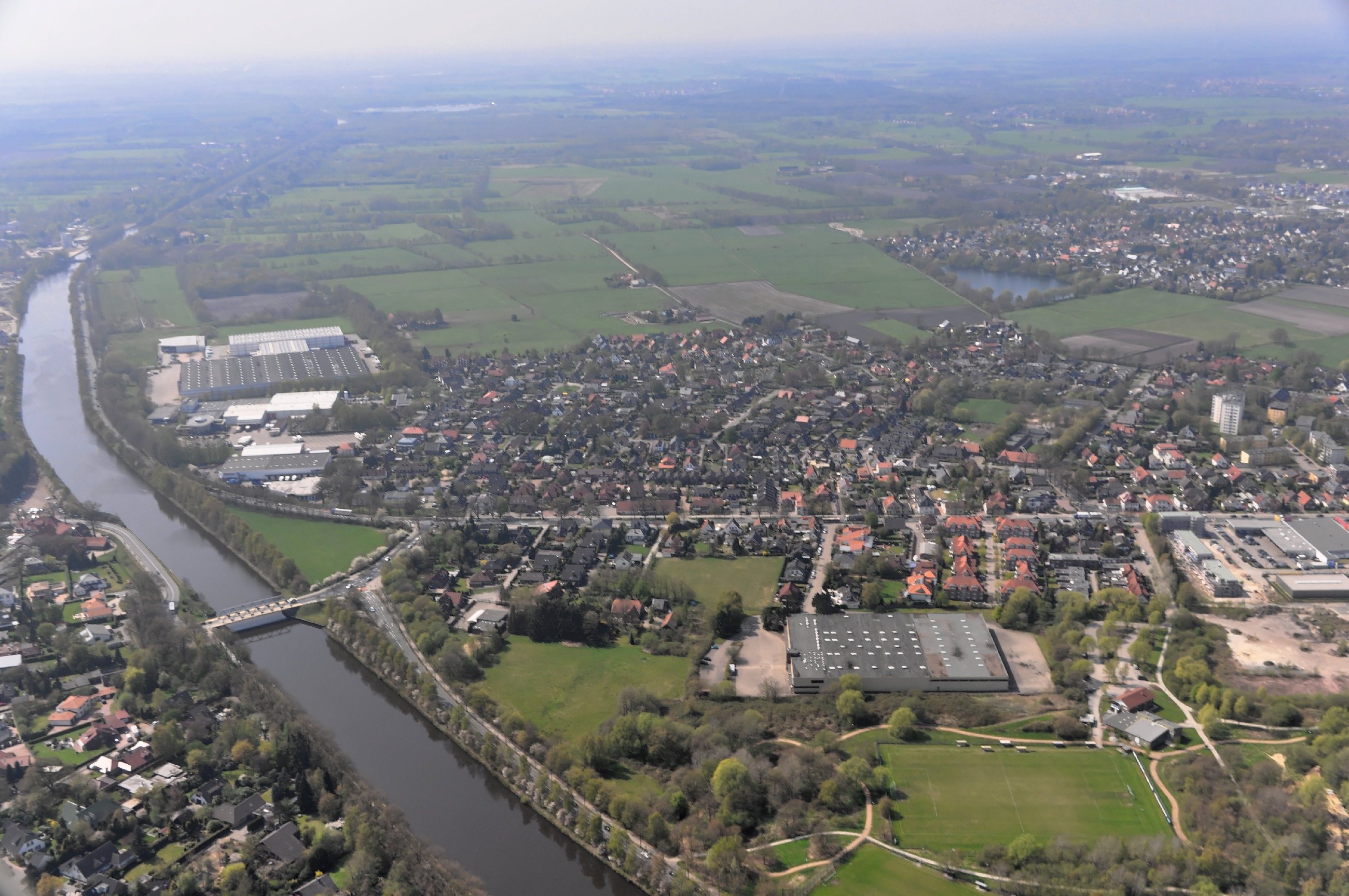
Bundesstraße 401 (nach rechts den Küstenkanal verlassend) im Oldenburger Stadtgebiet
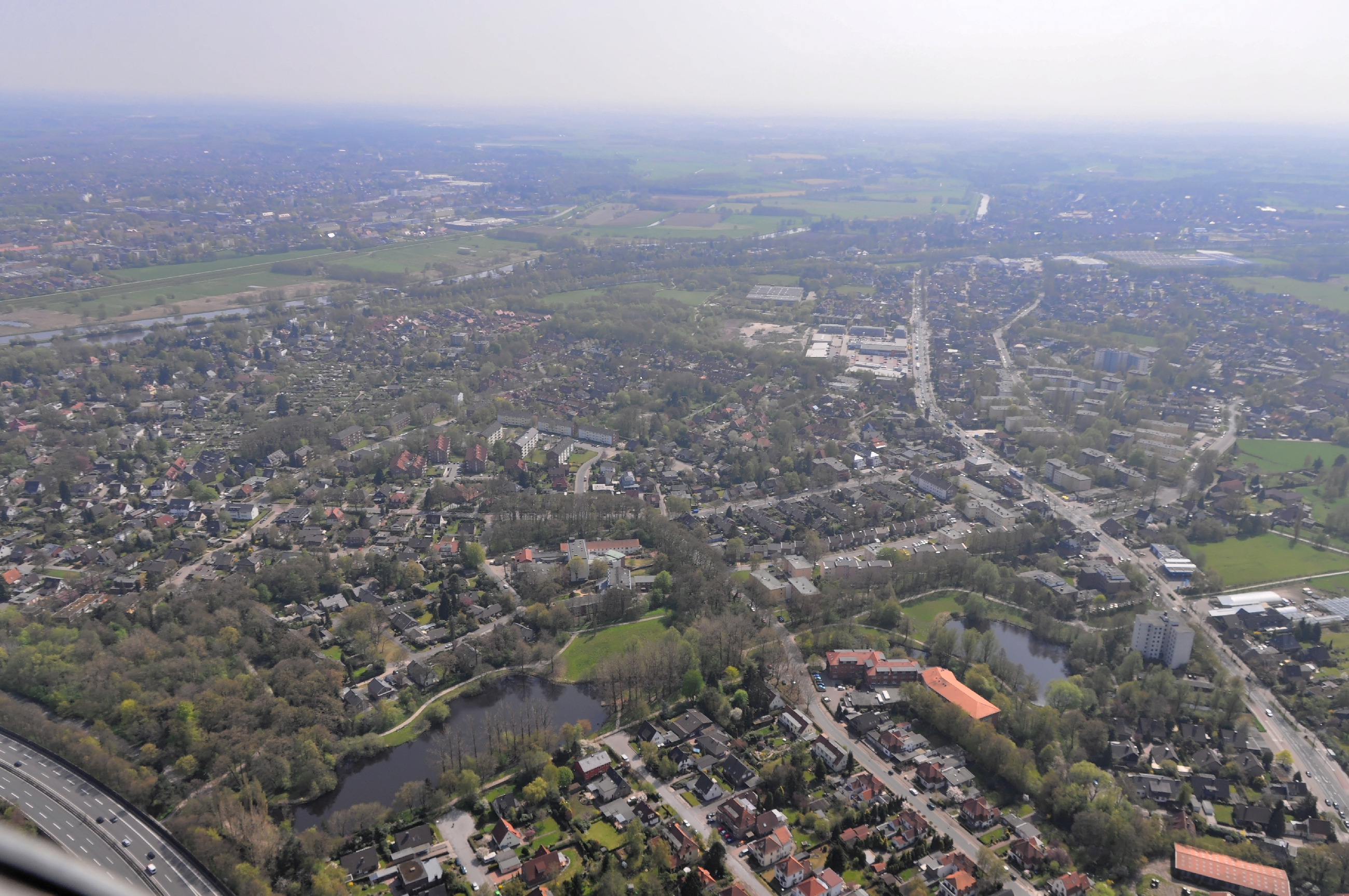
Bundesstraße 401 (rechts im Bild) im Oldenburger Stadtgebiet kurz vor dem Anschluss an die Bundesautobahn 28